# 순창중앙초등학교
순창중앙초등학교는 대한민국 전북특별자치도 순창군에 있는 공립 초등학교이다.

## 학교 연혁
- 1969년 4월 30일 : 순창중앙국민학교 설립인가
- 1970년 3월 19일 : 순창중앙국민학교 개교 (8학급)
- 1974년 2월 20일 : 제1회 졸업식
- 1982년 2월 15일 : 순창중앙국민학교 병설 유치원 설립인가
- 1996년 3월 1일 : 순창중앙초등학교로 개명
- 2001년 8월 31일 : 교사 신축
- 2001년 12월 19일 : 식생활관(시청각실, 음악실)
- 2003년 10월 13일 : 실외 화장실 준공
- 2009년 10월 29일 : 잔디운동장 조성
- 2012년 3월 1일 ~ 2014년 2월 28일 : 도교육청 지정 학부모 참여 시범학교 운영
- 2012년 3월 1일 ~ 2016년 2월 29일 : 도교육청 지정 혁신학교 운영
- 2014년 2월 14일 : 제41회 졸업식(75명 졸업, 총 4107명 졸업)
- 2014년 3월 1일 : 초등학교 17학급 편성·운영(병설 유치원 2학급)
- 2014년 9월 1일 : 제15대 교장 권영숙 부임
- 2016년 2월 5일 : 제43회 졸업식(57명 졸업, 누계 4,232명)
- 2016년 3월 1일 : 초등 15학급, 병설유치원 2학급 편성

## 참고 자료
- 순창중앙초등학교 - 한국교육학술정보원 학교알리미